# Холи Спрингс (Џорџија)
Холи Спрингс (енгл. Holly Springs) град је у америчкој савезној држави Џорџија. По попису становништва из 2010. у њему је живело 9.189 становника.

## Демографија
Према попису становништва из 2010. у граду је живело 9.189 становника, што је 5.994 (187,6%) становника више него 2000. године.
| Група             | 2000.         | 2010.         |
| Белци             | 2.936 (91,9%) | 7.474 (81,3%) |
| Афроамериканци    | 37 (1,2%)     | 659 (7,2%)    |
| Азијати           | 24 (0,8%)     | 168 (1,8%)    |
| Хиспаноамериканци | 154 (4,8%)    | 725 (7,9%)    |
| Укупно            | 3.195         | 9.189         |